# Guaymí

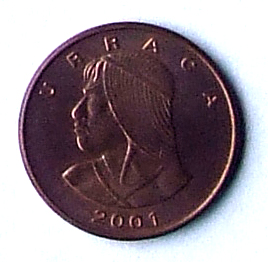
1 cent de balboa

Les Guaymí ou Ngäbe sont un peuple autochtone, qui vit dans l'ouest du Panama, principalement dans le Ngäbe-Buglé et dans les provinces de Veraguas, Chiriqui et Bocas. Au Costa Rica, il vit dans quatre réserves indiennes: Altos de San Antonio (Coto Brus), dans les villes de Villa Palacios, Cano Bravo et Limoncito; Abrojos-Montezuma (canton de Corredores), villages de Bajo Los Indios, San Rafael de Abrojos, Montezuma et de Bellavista; Conteburica, entre les cantons de Corredores et Coto Brus, dans les villages de La Vaca, El Progreso, Santa Rosa, Rio Claro, Las Gemelas et Los Plancitos; et Guaymi de Osa, entre Pavón et Rio Quebrada Riyito à Dos Brazos de Osa, en bordure du parc national de Corcovado; beaucoup vivent aussi dans Sixaola, dans la province de Limon. 
Plus de 200 000 personnes parlent Ngäbere, une famille de langue Chibcha. La frontière entre le Panama et le Costa Rica a été définie sans consulter les gens, si bien que les locuteurs ont été scindés en deux.
Ces Indiens sont connus comme Ngäbe Bugle. Mais Buglere et Ngäbere ne parlent pas la même langue et ont des coutumes différentes. Ils se nomment eux-mêmes Ngäbe.

## Nom
Ngäbe est le nom de la tribu dans sa propre langue. Les Bugle sont une ethnie différente et parlent une autre langue, le Buglere, mais qui appartient aussi à la famille Chibcha. Le nom Ngäbe est souvent confondu avec Ngobe Ngobe. Cette confusion vient du fait que la langue espagnole n'a pas d'équivalent exact pour les phonèmes.

## Histoire
Lors de la conquête de l'Amérique, les Espagnols ont trouvé dans l'ouest du Panama trois villages Ngäbe, chacun avec une langue différente. Chacun a été nommé par le nom de son chef: Nata, dans l'actuelle province de Cocle, Parita dans la péninsule Azuero, et le plus célèbre, Urraca, dans ce qui est aujourd'hui la province de Veraguas et la comarque Ngäbe Bugle. Urraca a vaincu les Espagnols, obligeant le capitaine Diego de Albites à faire avec lui un accord de paix en 1522.
Selon l'historien Bartolomé de las Casas, Urraca a été invité par les Espagnols à un traité de paix, mais il a été capturé et envoyé à la ville de Nombre de Dios, dans l'actuelle province de Colon. Il s'échappa et retourna à la montagne, jurant de se battre jusqu'à la mort contre les Espagnols. Et il a respecté son serment. Lui et ses hommes furent tellement redoutés que les Espagnols évitèrent de l'affronter. Urraca mourut libre en 1531.
Les Ngäbe se partagèrent en deux groupes principaux: ceux de la côte Atlantique et ceux de la montagne, sur des terres qui appartenaient autrefois à Chiriqui et Veraguas. Ils ont continué leur résistance jusqu'à la chute de la domination espagnole dans la région. Lors de l'indépendance du Panama et de son union avec la Colombie (XIXe siècle), les Ngäbe  sont restés sur la montagne. Aujourd'hui, dans les pays avec des populations autochtones, on parle de multiculturalisme.

## La situation actuelle

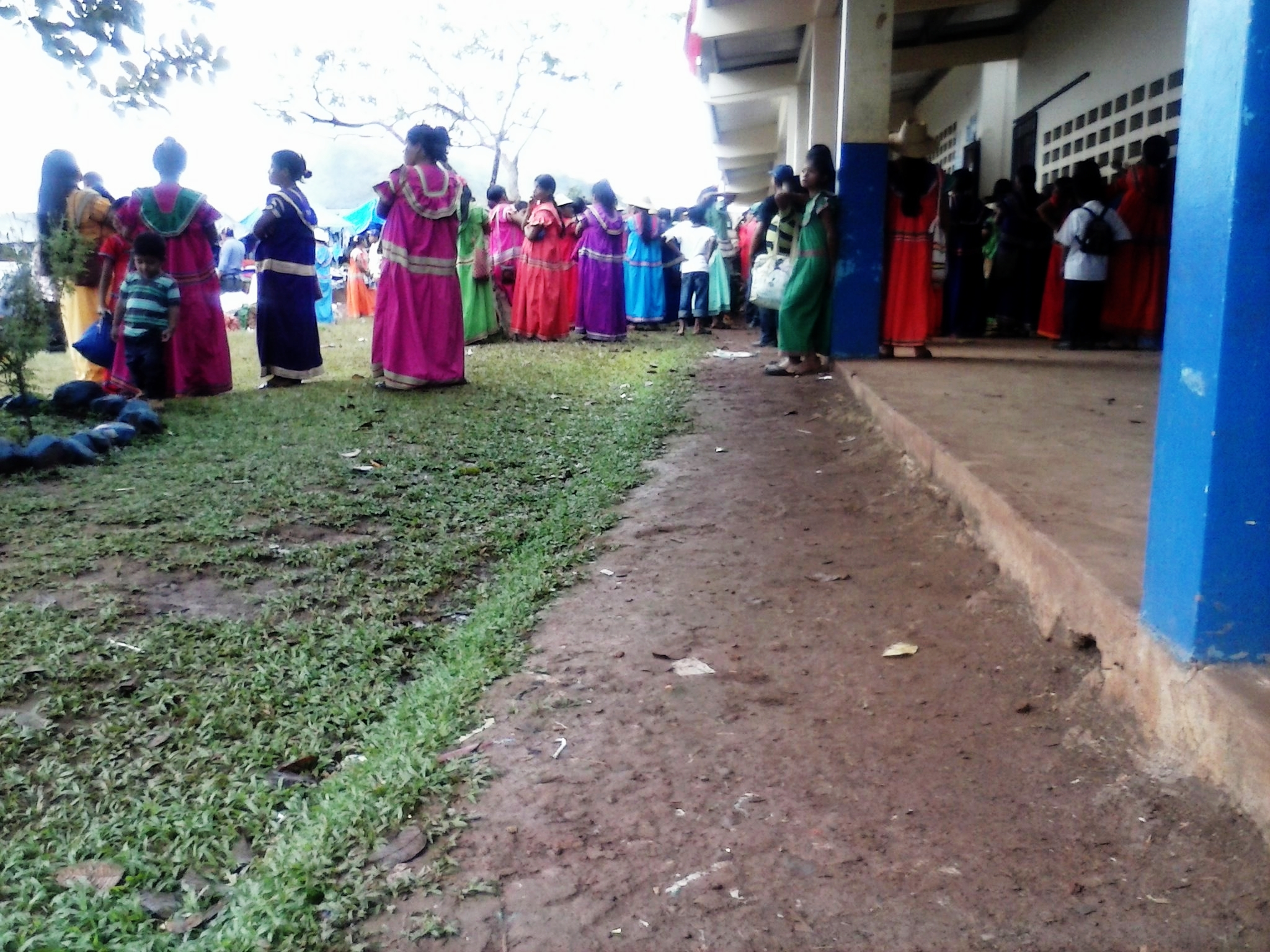
Personnes Ngäbe. Photo prise dans la communauté de Cerro Vaca

### Au Panama
Les projets de développement comme le projet minier Cerro Colorado menacent les terres ancestrales Ngäbe. En mai 2012 et actuellement, les Ngäbe protestent contre la construction du barrage hydroélectrique de Barro Blanco, qui va nécessiter l'inondation de territoires Ngäbe. Plusieurs manifestants ont été arrêtés. Le projet met également en péril l'existence de la grenouille bleue de Tabasara.
La lutte pour la défense de l'eau et des ressources environnementales et minérales, a conduit les populations Ngäbe à affronter différents gouvernements du pays. Plusieurs ont perdu la vie, comme Jérôme Tugrí.
La comarque Ngäbe Bugle est gouvernée  par le Congrès général Ngäbe Bugle et le Cacique général Ngäbe Bugle. Conformément à la loi 10 de création de la comarque et la charte qui la régit, son gouvernement est autonome et la préservation de la culture est recherchée. Sa religion officielle est Mama Tatda, mais les autres religions , le christianisme, le bahaïsme, sont respectées.
La comarque est devenue viable depuis 1997, après de nombreuses années de  lutte et de revendications, des enfants, des femmes, des supporters convergeant de différentes parties de la région par l'autoroute interaméricaine pour atteindre la capitale de la république à environ 900 kilomètres. Pour que le gouvernement de l'époque entende leurs revendications, ils firent grève de la faim pendant plusieurs jours.
L'artisanat reprend le thème de Magata, un serpent ancien qui vit dans les eaux et fait partie de leur spiritualité ancestrale et de la mythologie Ngäbe.
Dans la comarque, il y a diverses organisations telles que Asastran dédiée à la médecine traditionnelle Ngäbe; ASMUNG, l'association des femmes Ngäbe, la Fondation culturelle Ngäbe qui soutient la première université indigène au Panama, appelée Université Ngäbe bukie. Il y a aussi la Fondation Venado, Sribire Waire, Irene Vazquez, Peace Corps (Corps de la paix américain) et d'autres fondations. Les organisations qui favorisent le tourisme: l'OCAB et Victoriano Lorenzo.

### Au Costa Rica
Les peuples Ngäbe du Costa Rica sont le résultat de la migration commencée au milieu du XXe siècle depuis la comarque Ngäbe-Bugie au Panama. En effet, la création de la frontière entre les deux pays a divisé leur territoire ancestral, et les autochtones sont restés étrangers à ce fait au moins jusqu'en 1920-1940. Selon un recensement effectué par la Direction nationale de l'immigration du Costa Rica en 2012, dans le territoire habité par 3 171 résidents permanents autochtones, situé sur 4 réserves : Abrojos-Montezuma, Altos de San Antonio (Coto Brus), Conteburica et Guaymi de Osa , situées dans le canton de Coto Brus, Corredores et Osa. À partir d'octobre jusqu'en mars de l'année suivante se développe une migration depuis le Panama pour venir récolter le café. Ils entrent dans le pays par trois points sur la frontière avec le Panama: Paso Canoas, Lemon (Sixaola) et Rio Sereno (Coto Brus). En 2011, environ 15 000 autochtones Ngäbe sont entrés sur le territoire du Costa Rica pour la récolte de café ou le travail dans les bananeraies.
En 1990, grâce à la lutte de l'Association pour la Culture Ngöbegue, ils ont été reconnus Costariciens. À partir de 2012, la Direction nationale de l'immigration a commencé à donner des certificats de résidence temporaire aux immigrants Ngäbe, afin de les protéger contre les abus et leur faciliter les transactions bancaires ou les soins de santé. Auparavant, ils entraient avec un simple sauf-conduit que leur donnait le gouvernement du Panama.
La grande majorité des Ngäbe du Costa Rica vit dans la pauvreté, avec un revenu d'environ 233 dollars par mois pendant la saison de récolte du café. 90 % des familles ont un revenu mensuel d'à peine 50 % du salaire minimum agricole régional. Ils ont un accès difficile aux services d'éducation et de santé, en particulier en raison de la longue distance entre leurs réserves et les villages où ces services existent. Sur les quelque 3 000 habitants, 2 500 parlent ngäbere et espagnol, et le reste, seulement ngäbere. Le taux d'analphabétisme est élevé, en particulier chez les adultes. En ce qui concerne la santé, les maladies rencontrées sont la diarrhée, la gale, des infections respiratoires sévères, les poux, la malnutrition et les parasites, avec des indicateurs comparables pour la santé à ceux de l'Afrique subsaharienne. Il y a des problèmes d'accès à l'eau potable.
Parmi les quatre réserves, celle de Conteburica est la plus isolée du pays, avec les pires taux de pauvreté chez les guaymíes du Costa Rica. Mais la culture indigène est la plus préservée. Il y a une réserve transnationale située à Punta Burica entre le Costa Rica et le Panama. Elle a une économie de céréales de base et d'autoconsommation, complétée par la chasse et la pêche. Le cacao est cultivé sur une petite échelle pour la vente à Golfito, Ciudad Neilly ou Panama. Le niveau scolaire ne dépasse pas l'école primaire.
Guaymi de Osa est situé dans une forêt tropicale à proximité du Parc national de Corcovado, ce qui rend très difficile l'accès. La production agricole pâtit du niveau élevé de précipitations et de la topographie. Il est habité par 12 familles autochtones, dont les revenus dépendent des travaux agricoles.
La réserve Abrojos-Montezuma date de 1920, et son occupation est antérieure à l'arrivée des compagnies bananières ou de la fondation de Ciudad Neilly. A cette époque, les Guaymi vivaient dans les plaines, mais la colonisation les a obligés à se replier dans les montagnes. 85% des gens parlent deux langues. En raison de la colonisation par des non-autochtones, il y eut un processus d'acculturation rapide. Seulement 50% de la terre est aux mains des Indiens en raison de l'arrivée des agriculteurs déplacés de la vallée centrale du Costa Rica. Les Guaymi survivent par l'agriculture de subsistance et le travail dans les bananeraies, outre la vente de l'artisanat.
A 3 km de Abrojos-Montezuma se trouve Altos de San Antonio, qui dans le passé a formé une seule communauté avec Abrojos mais ils ont été séparés par la colonisation et la construction de la route Panaméricaine. 56 % de la communauté des Altos de San Antonio est bilingue espagnol-Ngäbere, et il y a une école primaire. 9 familles restent dans la région, vivant de la culture de céréales de base et de l'élevage, volaille, chevaux et vaches, mais dans de nombreux cas, pour semer, il faut louer des terres à des non-autochtones, car la propriété de terres pour la culture par la famille est très faible (seulement un quart d'hectare).